# Движение за по-добра Унгария
Йоббик, Движение за по-добра Унгария (на унгарски: Jobbik Magyarországért Mozgalom) е унгарска политическа партия.

## История
Създадена от група радикално настроени студенти от Хуманитарния факултет на будапещенския университет ЕЛТЕ и от членове на партията Партия на унгарска истина и живот, недоволни от политиката на ръководството.
Името на партията е игра на думи: думата „йоббик“ (jobbik) на унгарски означава едновременно „по-добър“ и „десен“.
На изборите през 2004 г. участва заедно с Партията на унгарска истина и живот, но изборната коалиция търпи провал: дори заедно не успяват да прескочат парламентарната бариера. Партията се самоопределя като радикална национално-консервативна. Външните наблюдатели я определят като крайно дясна. Партията активно подкрепя антиправителствените демонтрации през септември-октомври 2006 г.
От 2014 г. Йоббик започва да се преопределя като консервативна народна партия и променя противоречивите елементи на комуникацията си. Според манифеста на партията относно насоките на бъдещо правителство, Йоббик представлява всички унгарски граждани и хора и има за цел да изгради модерна национална идентичност, като същевременно отхвърля шовинизма от 20 век. След парламентарните избори в Унгария на 8 април 2018 г. партията набра 1 098 806 гласа, осигурявайки 19.06% от общия брой, което ги прави втората по големина партия в Унгария в Народното събрание.

### Платформа
Йоббик описва себе си като „принципна, консервативна и радикално патриотична християнска партия“, чиято „основна цел“ е защитата на „унгарските ценности и интереси“. Идеологията ѝ е описвана от политически анализатори като дясна, популистка, чиято стратегия „разчита на комбинация от етно-национализма с популистка реторика и радикална критика на съществуващите политически институции“. От своя страна, Йоббик отхвърля общата класификация на политическия спектър вляво и дясно. Тя предпочита разграничение на политическите партии въз основа на позицията им към глобализацията. На тази основа, партията се вижда като патриотична. Също така отхвърля понятието „крайно дясна“, а вместо това се етикетира като „радикално дясна“. Разкритикува медийните компании за насаждане, че е „крайно дясна“ и заплашва да предприеме действия по отношение на тези, които го правят. През 2014 г. Върховният съд на Унгария постановява, че Йоббик не е „крайно дясна“.
Партията отхвърля „глобалния капитализъм“, европейската интеграция и ционизма. Вместо това, се придържа към пан-туранизма, идеология, която твърди, че унгарците са с произход от урало-алтайската раса. Йоббик е наричана от някои коментатори и медии като „фашистка“, „нео-фашистка“, „нео-нацистка“, екстремистка, расистка, антисемитска, антициганистка и хомофобска, въпреки че партията отхвърля тези твърдения.
Партията се описва като модерна партия на народните консерватори. Неотдавнашното проучване на общественото мнение (2/28/2020) от IDEA за Euronews беше анализирано от водещия политолог Балаш Бьоцкей и той интерпретира, че бившата националистическа партия Йоббик е завършила трансформацията си в центристка народна партия и нейната база за гласуване е променена, и сега е предимно умерен избирателен район на ЕС.

### Икономика
Йобик изрично се противопоставя на израелските и еврейски инвестиции в Унгария. На 4 май 2013 г. протестира срещу избора на Световният еврейски конгрес да заседават в Будапеща. Председатеят на партията Габор Вона казва: „Израелските завоеватели, тези инвеститори, трябва да потърсят друга страна по света за себе си, тъй като Унгария не е за продан“.
Партията подкрепя връщането на смъртното наказание.

### Иредентизъм
Унгарския иредентизъм на Йоббик може да се види в молбите за трансгранично етническо самоопределение. Например, партията иска „териториална автономия“ за Секейска земя в Румъния и желае да направи Карпатска Рус независима унгарската област. Йоббик често призовава за връщане на границите от трианонския договор в политическата си реторика.
Една четвърт от етническите унгарци живеят извън страната. Йоббик се посвещава на каузата на значителните унгарските малцинства, живеещи в съседни страни.
Лозунгът на партията за изборите от 2009 г. е „Унгария принадлежи на унгарците“ (Magyarország на Magyaroké!).
На 11 март 2014 г., в отговор на демонстрация в Търгу Муреш, румънският президент Траян Бъсеску публично иска от румънското правителство и румънския парламент да издадат документ за забрана членове на Йоббик да влизат в Румъния.

### Унгарска гвардия
През юни 2007 г. Габор Вона, подкрепен от партията, основава и регистрира организация, наречена „Унгарска гвардия“, която има намерение да стане „част или ядро“ от националната гвардия, в съответствие с програмата на Габриел Бетлен, а също така желае да участва активно „в укрепването на националната самоотбрана“ и „поддържане на обществения ред“, както и за подпомагане и организиране на социални и благотворителни мисии, в предотвратяването на бедствия и за гражданска защита.
На 10 март 2008 г. три водещи фигури подават оставка от партията: Давид Ковач, създател и лидер на партията, Ервин Наги, председател на комитета и Мартон Фари, бивш председател на етичната комисия на партията. Те посочват унгарската гвардия като причина за подаване на оставка, като посочват, че „Йоббик е слята неразделно с охрана, поемайки отговорност за нещо, което наистина не може да се контролира в дългосрочен план“.
На 2 юли 2009 г. апелативният съд разформирова гвардията, защото съдът приема, че дейността на организацията е насочена срещу човешките права на малцинствата, което е гарантирано от Конституцията на Унгария. Гвардията опитва да се реорганизира като сдружение на държавна служба, известна като Фондация Унгарска гвардия.

### Дискриминация
Партията отрича обвиненията в антисемитизъм или расизъм, като политически мотивирани или просто невярно. Също така отхвърля критиките за антисемитизма, расизма и хомофобията като „любимите теми“ на „невежи и подведени“ от Европейския съюз. Йоббик също е свързвана с хомофобски инциденти в Будапеща.

## Изборни резултати
| Година | Национално събрание | Национално събрание | Национално събрание | Национално събрание | Статус                    |
| Година | Гласували           | %                   | Мандати             | +/–                 | Статус                    |
| ------ | ------------------- | ------------------- | ------------------- | ------------------- | ------------------------- |
| 20061  | 119 007             | 2.2                 | 0 / 386             |                     | извънпарламентарна партия |
| 2010   | 855 436             | 16.67               | 47 / 386            | 47                  | опозиционна партия        |
| 2014   | 1 020 476           | 20.22               | 24 / 199            | 24                  | опозиционна партия        |
| 2018   | 1 007 084           | 19.54               | 25 / 199            | 1                   | опозиционна партия        |

1Заедно с Партия на унгарска истина и живот.
| Година | Гласували | %     | Мандати | +/– | Бележки |
| ------ | --------- | ----- | ------- | --- | ------- |
| 2009   | 427 773   | 14.77 | 3 / 22  |     |         |
| 2014   | 340 287   | 14.67 | 3 / 21  | 0   |         |

## Лидери
|   | Снимка | Име           | От                  | До                 | Продължителност              |
| - | ------ | ------------- | ------------------- | ------------------ | ---------------------------- |
| 1 |        | Давид Ковач   | 24 октомври 2003 г. | 25 ноември 2006 г. | 3 години, 1 месец и 1 ден    |
| 2 |        | Габор Вона    | 25 ноември 2006 г.  | 9 април 2018 г.    | 11 години, 4 месеца и 15 дни |
| 3 |        | Тамаш Снайдер | 12 май 2018 г.      |                    | 6 години, 10 месеца и 3 дни  |